# Teupok Tunong
Teupok Tunong is een bestuurslaag in het regentschap Bireuen van de provincie Atjeh, Indonesië. Teupok Tunong telt 798 inwoners (volkstelling 2010).